# Clube Atlético Paranaibense
La Clube Atlético Paranaibense, o con l'acronimo CAP, è una società calcistica brasiliana con sede nella città di Paranaíba, nello stato del Mato Grosso do Sul.

## Storia
Il club è stato fondato il 7 settembre 1986.
Nel 2006 si è classificato secondo nel Campeonato Sul-Mato-Grossense Série B, perdendo la finale contro il Corumbaense Futebol Clube, di Corumbá.